# Fever Ray (album)
Fever Ray est le premier album solo de Karin Dreijer Andersson, dont le titre est également son nouveau nom de scène. Il est sorti en 2009.

## Liste des pistes
1. If I Had A Heart (3:47)
2. When I Grow Up (4:29)
3. Dry and Dusty (3:44)
4. Seven (5:09)
5. Triangle Walks (4:21)
6. Concrete Walls (5:38)
7. Now's the Only Time I Know (3:57)
8. I'm Not Done (4:17)
9. Keep the Streets Empty For Me (5:37)
10. Coconut (6:46)